# Crystal-Klasse
Die Baureihe der Crystal-Klasse umfasst sechs universell einsetzbare Kühlschiffe. Gebaut wurde der Schiffstyp in den Jahren 1991 bis 1994 von der belgischen Boel-Werft.

## Geschichte
Ein Konsortium der Reedereien F. Laeisz, Cool Carriers, Ahlers und Turbana/Uniban beauftragte 1990 die Boelwerf in Temse mit der Entwicklung und dem Bau eines schnellen und vielseitig einsetzbaren Kühlschifftyps. Ihren Namen erhielt die Klasse vom vorangestellten Begriff „Crystal“. Das Typschiff war die im Januar 1992 in Dienst gestellte Crystal Prince, der einen Monat darauf die Crystal Pride folgte. Im Jahr 1992 folgten noch zwei Schwesterschiffe, 1994 zwei weitere. Die ersten zwei Schiffe wurden bei Übernahme von der belgischen Reederei Ahlers bereedert und von Turbana gechartert, die sie im Bananendienst von Mittel- und Südamerika einsetzte. Die Bereederung der folgenden vier Schiffe lag in den Händen der Hamburger Reederei F. Laeisz, sie wurden von der schwedischen Reederei und Kühlschiffspool Cool Carriers gechartert.

## Beschreibung
Die sechs Schiffe haben achtern angeordnete Deckshäuser und drei Hauptladeräume mit einem Rauminhalt von rund 10.000 m3, die für den Palettentransport optimiert sind. Die Laderäume verfügen über drei Zwischendecks und sind mit besonders kleinen gasdichten Luken verschlossen. Darüber hinaus stehen auf der Backbord-Seite zwei Seitenpforten zur Verfügung. Das Kühlsystem ist sowohl für Tiefkühlladungen (−30 °C), als auch für Fruchtladungen im Plusbereich wie beispielsweise Bananen (+13 °C) ausgelegt. Darüber hinaus ist die Kühlanlage für den Betrieb mit kontrollierter Atmosphäre (CA) ausgelegt.
An Deck befinden sich zusätzliche Stellplätze für 68 TEU- bzw. 34 FEU-Kühlcontainer sowie vier hydraulische Deckskräne. Der mittschiffs angeordnete für den Containerumschlag geeignete Kran kann 34 Tonnen heben. Die anderen drei sehr flach gebauten und für einen schnellen Palettenumschlag optimierten Kräne (Palett-Swinger) besitzen eine Hubkraft von 8/10 Tonnen bei 18 bzw. 14 m Ausladung. Sie arbeiten halbautomatisch und wurden sehr geschickt angeordnet, um den Schwenkwinkel zu reduzieren und schnelle Umschlageszeiten zu ermöglichen. Die Tragfähigkeit der Kühlschiffe beträgt rund 7725 Tonnen (andere Quellen geben 8140 tdw an).

### Maschinenanlage
Der Hauptmotor ist ein langsamlaufender B&W Zweitakt-Dieselmotor des Typs 7S50MC mit 8100 kW Nennleistung bei 123/min, der auf einen Festpropeller mit fünf Flügeln wirkt. Das elektrische Bordnetz wird von vier Mitsui B&W 5L23/30 Hilfsdieseln mit je 650 kW versorgt.

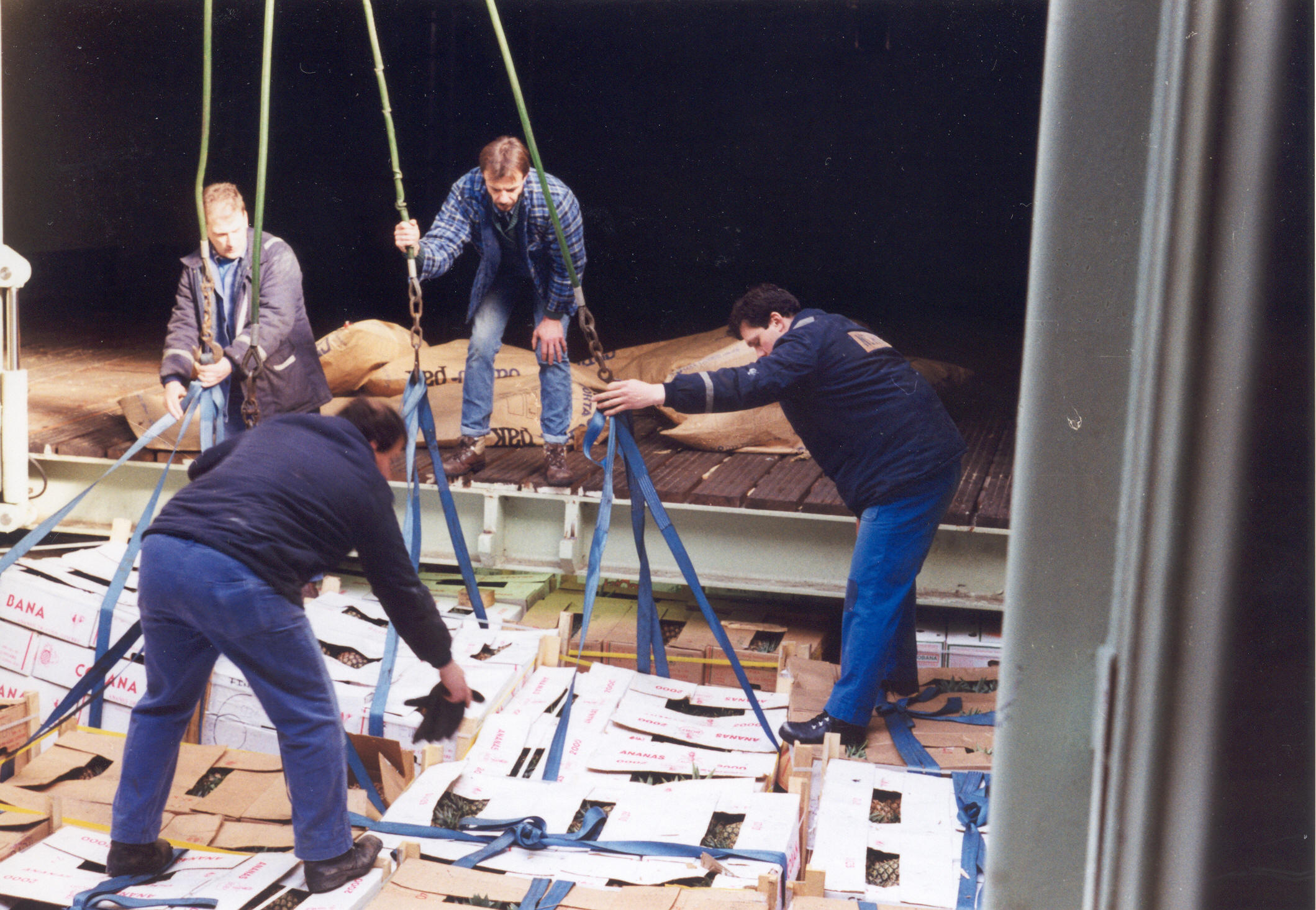
Blick in den Kühlladeraum der Crystal Primadonna beim Löschen der Ladung auf Paletten

### Ladungskühlanlage
Dieser Kühlschiffstyp wurde mit einer Ladungskühlanlage ausgestattet, um alle drei Laderäume mit insgesamt rund 4500 m² Stellfläche zu kühlen. Die Kälteanlage und die Umwälzlüfter zur Kaltluftversorgung sind maximal für einen 90fachen Luftwechsel ausgelegt, außerdem ist ein 2facher Frischluftwechsel möglich. Als Temperaturbereich sind +15 °C für den Bananentransport und −30 °C für Tiefkühlladung angegeben.
Alle Schiffe dieses Typs wurden für den Betrieb mit kontrollierter Atmosphäre (Controlled Atmosphere, CA) gebaut, daher auch die extrem kleine Lukenöffnungen. Die Laderäume wurden besonders in den Bereiche der Zu- und Abluftversorgung extrem gut abgedichtet. Es sind zusätzliche Leitungen (Mess- und Versorgungsleitungen) zu den einzelnen Temperaturzonen der Laderäumen vorhanden, um diese Bereiche mit aus der Umgebungsluft erzeugtem Stickstoff beschicken zu können. Über die Messleitungen werden Proben der Laderaumatmosphäre gezogen, um die vorgegebenen Nenndaten (z. B. 3 % O2, 5 % CO2, 92 % N2) einzuregeln. Die notwendigen technischen Einrichtungen zur automatischen CA-Regelung und zur Stickstofferzeugung wird in separaten Anlagen nur beim CA-Transport an Deck gestellt und hier sowohl an die elektrische Energieversorgung und an die Versorgungs- und Messleitungen angeschlossen.
Die Laderäume mit insgesamt zwölf Compartments sind in sieben Temperaturzonen unterteilt und haben eine Höhe von 2,2 Metern, um Gabelstaplerbetrieb zu ermöglichen. Die Lukendeckel der drei Luken wurden bewusst klein (8,76 × 5,10 m) gehalten, um die Atmosphärenverluste der Laderäume wegen der CA möglichst gering zu halten. Eine Besonderheit bei diesem Schiffstyp ist, dass die Lukendeckel beim Ladungsumschlag eine Funktion als Wetterschutz haben. Die Luke dient als Dach, für den seitlichen Schutz wurden Vorhänge integriert. Der Lade- und Löschbetrieb ist trotzdem möglich, da die drei seitwärts stehenden Palettenkräne in diesem Höhenbereich unter dem Wetterschutzdach nur eine Schwenkbewegung durchführen.

## Bauliste
| Bauname            | Bauwerft/Baunummer | IMO-Nummer | Ablieferung/Baujahr | Auftraggeber              | Umbenennungen                                                         | Verbleib |
| ------------------ | ------------------ | ---------- | ------------------- | ------------------------- | --------------------------------------------------------------------- | -------- |
| Crystal Prince     | Boelwerf/1535      | 8912120    | 10. Januar 1992     | Höegh Fleet Services      | 2004 Prince, 2006 Green Costa Rica                                    | In Fahrt |
| Crystal Pride      | Boelwerf/1536      | 8912132    | 14. Februar 1992    | Höegh Autoliners Shipping | 2003 Pride, 2005 Green Honduras                                       | In Fahrt |
| Crystal Primadonna | Boelwerf/1537      | 8912144    | 1. März 1992        | Höegh Fleet Services      | 2004 Primadonna, 2005 Green Guatemala                                 | In Fahrt |
| Crystal Privilege  | Boelwerf/1538      | 8912156    | 1. April 1992       | Höegh Fleet Services      | 2003 Privilege, 2006 Green Chile                                      | In Fahrt |
| Crystal Pilgrim    | Boelwerf/1544      | 9045780    | 18. Mai 1994        | Hector Shipping           | 1996 Pilgrim, 2006 Green Italia                                       | In Fahrt |
| Pioneer            | Boelwerf/1545      | 9045792    | 18. Mai 1994        | Green Shipping            | 1995 Crystal Pioneer, 1996 Pioneer, 1996 Pittsburg, 2005 Green Brazil | In Fahrt |